# Shubho Mahurat
Pour plus de détails, voir Fiche technique et Distribution.
Shubho Mahurat est un film indien réalisé par Rituparno Ghosh, sorti en 2003, adapté du roman Le miroir se brisa d'Agatha Christie.

## Fiche technique
- Titre original : Shubho Mahurat
- Réalisation : Rituparno Ghosh
- Scénario : Rituparno Ghosh, Debabrata Dutta et Sudeshna Bandyopadhyay, d'après le roman Le miroir se brisa d'Agatha Christie
- Direction artistique : Kaushik Sarkar
- Photographie : Aveek Mukhopadhyay
- Montage : Arghakamal Mitra
- Musique : Debajyoti Mishra
- Production : Bishu Chakraborty, Indra Kumar Ghosh
- Production déléguée : Shoubhik Mitra
- Production déléguée : Nathalie Lafaurie
- Sociétés de production : Jagannath Productions
- Pays d'origine :  Inde
- Langue originale : bengali
- Format : couleur
- Genre : Film policier
- Durée : 150 minutes
- Dates de sortie :
  -  Inde : 25 juillet 2003 (New Delhi Festival of Asian Cinema)
  -  Inde : 15 octobre 2003 (Festival international du film d'Inde)

## Distribution
- Sharmila Tagore : Padmini Choudhury
- Nandita Das : Mallika Sen
- Kalyani Mandal : Kakoli Sinha
- Moumita Gupta : Kalpana
- Aparajita Adhya : Pramila
- Tota Roy Chowdhury : Arindam
- Anindya Chatterjee : Subhankar
- Rajesh Sharma : Sunil
- Kaushik Banerjee : Pranabesh
- Jishu Sengupta : Kanai
- Dibya Bhattacharya : Abani Majumdar
- Sumanta Mukherjee : Sambit Roy
- Rakhee Gulzar : Ranga Pishima

## Distinctions

### Récompenses
- National Film Awards 2003 :
  - Meilleure actrice dans un second rôle pour Rakhee Gulzar
  - Meilleur film régional (Bengali)

### Nominations
- Bombay International Film Festival 2003 : Meilleur film